# Missionary Man (Film)
Missionary Man ist ein Actionfilm aus dem Jahre 2007. Regisseur war Dolph Lundgren, der auch am Drehbuch mitschrieb und als Hauptdarsteller fungierte. 
Er spielt einen Biker, der eine Stadt aus den Händen des gewissenlosen Geschäftsmannes Reno, der mit seinen Lakaien den ganzen Ort tyrannisiert, befreien will.
Der Film entspricht einem modernen Western.

## Hintergrund
In Deutschland erschien dieser B-Film nur auf DVD. Er kam mit einer Altersfreigabe von 16 Jahren auf den Markt.
Der Film hatte ein Budget von nur 4 Millionen Euro und spielte durch den Verkauf von DVDs insgesamt mehr als 20 Millionen Euro ein.
Am 9. Juli 2010 feierte der Film auf Pro 7 seine Free TV-Premiere.